# Бачено
Бачено (итал. Baceno) — коммуна в Италии, располагается в регионе Пьемонт, в провинции Вербано-Кузьо-Оссола.
Население составляет 939 человек (2008 г.), плотность населения составляет 14 чел./км². Занимает площадь 69 км². Почтовый индекс — 28861. Телефонный код — 0324.
Покровителем коммуны почитается святой Гауденций из Новары, празднование 22 января.

## Демография
Динамика населения:

## Администрация коммуны
- Официальный сайт: http://www.comune.baceno.vb.it Архивная копия от 10 июня 2017 на Wayback Machine